# (Miss)understood
(Miss)understood è il settimo album studio di Ayumi Hamasaki prodotto da Max Matsuura e pubblicato il 1º gennaio 2006. È stato riconosciuto dalla RIAJ come uno dei migliori album del 2006 e dalla IFPI come il quarto nella lista dei più venduti in Giappone nel 2006. Secondo la Oricon, ha venduto 877 433 copie.

## Tracce
1. Bold & Delicious - 4:43 (Ayumi Hamasaki, Geo of Sweetbox, CMJK)
2. Step You - 4:28 (Ayumi Hamasaki, Kazuhiro Hara, CMJK)
3. Ladies Night - 4:32 (Ayumi Hamasaki, Geo of Sweetbox, CMJK)
4. Is This Love? - 4:53 (Ayumi Hamasaki, Miki Watanabe, Hal)
5. (Miss)understood - 4:04 (Ayumi Hamasaki, Tetsuya Yukumi, tasuku)
6. Alterna - 5:30 (Ayumi Hamasaki, Shintaro Hagiwara, Sousaku Sasaki, CMJK)
7. In The Corner - 3:24 (Ayumi Hamasaki, Geo of Sweetbox, tasuku)
8. tasking - 1:28 (tasuku)
9. criminal - 5:13 (Ayumi Hamasaki, Kazuhiro Hara)
10. Pride - 4:10 (Ayumi Hamasaki, Geo of Sweetbox, CMJK)
11. Will - 4:09 (Ayumi Hamasaki,D.A.I.)
12. Heaven - 4:21 (Ayumi Hamasaki, Kazuhito Kikuchi, Yuta Nakano+KZB)
13. Are You Wake Up? - 2:07 (CMJK)
14. Fairyland - 5:19 (Ayumi Hamasaki, tasuku, Hal)
15. Beautiful Day - 4:36 (Ayumi Hamasaki, Geo of Sweetbox, tasuku)
16. Rainy Day - 4:02 (Ayumi Hamasaki, Geo of Sweetbox, Yuta Nakano)